# Сати (Майський район)
Сати́ (каз. Саты) — село у складі Майського району Павлодарської області Казахстану. Адміністративний центр Сатинського сільського округу.
Населення — 353 особи (2021; 523 у 2009, 988 у 1999, 1546 у 1989).
Національний склад станом на 1989 рік:
- казахи — 100 %

У радянські часи село також називалось Кизилоктябр, станом на 1989 рік — Кизил-Октябр.